# Quintanaloma
Quintanaloma es una entidad local menor que pertenece al municipio del Valle de Sedano, España, en la provincia de Burgos, Comunidad Autónoma de Castilla y León. Tiene una superficie de 3000 hectáreas con una población de 34 habitantes.

## Hidrografía
El río Moradillo nace en Loma; concretamente el arroyo de la Nogala es su inicio. El arroyo Ruyuela, el arroyo del Pardo, arroyo de la Graja y otras fuentes y manantiales van incrementando el caudal.
Con el tiempo a través de millones de años el río Moradillo ha ido generando un cauce con bastante desnivel respecto al Páramo de Masa.

## Despoblado de Loma
De Loma, pequeño barrio de Quintanaloma, solo quedan ruinas y calles cubiertas por la vegetación, y no mucho más lejos, la ermita de Santa Ana que se levanta encima de un atrevido espolón rocoso que se abre sobre el profundo valle excavado sobre el arroyo de La Nogala y preside un interesante enclave paisajístico.

## Situación
Quintanaloma está rodeado por lo términos municipales de los pueblos de Moradillo de Sedano, Villaescusa del Butrón, Escóbados de Arriba, Escóbados de Abajo, Villalta, Poza de la Sal, Cernégula y Quintanajuar.

## Historia
Lugar que formaba parte, del Valle de Sedano en el Partido de Burgos, uno de los catorce que formaban la Intendencia de Burgos, durante el periodo comprendido entre 1785 y 1833, en el Censo de Floridablanca de 1787, jurisdicción de señorío siendo su titular el Marqués de Aguilar de Campoo, regidor pedáneo.
Antiguo municipio de Castilla la Vieja en el Partido de Sedano que en el censo de la matrícula catastral contaba con 24 hogares y 79 vecinos. Entre el censo de 1970 y el anterior, este municipio desaparece porque se integra en el municipio Gredilla. Contaba entonces con 12 hogares y 139 vecinos.

## Demografía
| Gráfica de evolución demográfica de Quintanaloma entre 1842 y 1960 |
| |
| Población de derecho según los censos de población del INE. Población de hecho según los censos de población del INE.Entre el censo de 1970 y el anterior, este municipio desaparece porque se integra en el municipio Gredilla de Sedano. |